# Fredrika Bernhardina Hammarqvist
Fredrika Bernhardina Nordberg, född Hammarqvist den 14 april 1827 i Norrköping, död 25 juni 1873 i Sundsvall, var en svensk skådespelare.
Hon gifte sig 1861 med skådespelaren Edvard Victor Nordberg.
Hon var engagerad vid Humlegårdsteatern, vid Dramaten 1855–1856, och därefter vid Ladugårdslandsteatern och vid flera teatersällskap vid landsorten.